# Shadow DN9
La Shadow DN9 fu una monoposto di Formula 1 che fece il suo debutto al Gran Premio degli Stati Uniti-Ovest 1978 con al volante Hans-Joachim Stuck e Danny Ongais non riuscendo però a qualificarsi per la gara. Progettata da Tony Southgate e John Baldwin, veniva spinta dal tradizionale motore Ford Cosworth DFV.

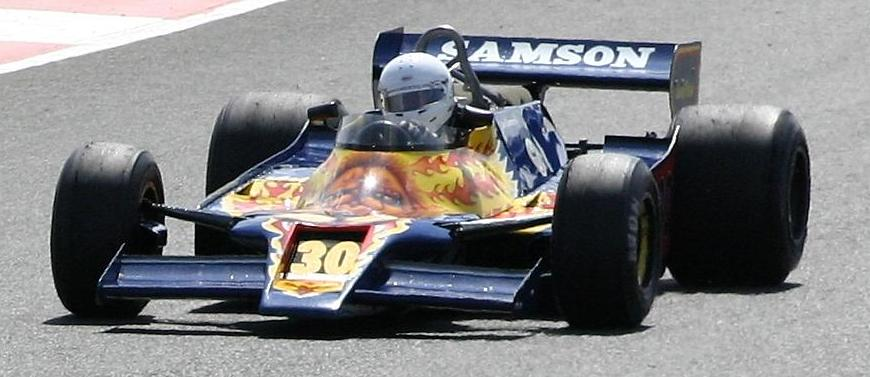
Una Shadow DN9 del 1979 in livrea Samson al Silverstone Classic Meeting 2008

Iscritta in 28 gran premi tra la stagione 1978 e quella seguente. Ottenne un quarto posto (Gran Premio degli Stati Uniti-Est 1979  con Elio De Angelis) in quello che fu l'ultimo Gran Premio a cui prese parte, e due quinti posti (nel '78 con H.J. Stuck e Clay Regazzoni).